# Совиця Заставнівська
Совиця Заставнівська, Капилівка — річка у Заставнівському та Кіцманському районах Чернівецької області, ліва притока Совиці (басейн Дунаю).

## Опис
Довжина річки приблизно 16  км. Формується з багатьох безіменних струмків та водойм.

## Розташування
Бере початок на південному заході від села Вербівці. Спочатку тече на північний захід, а потім на південний захід через місто Заставна. На східній околиці села Кліводин впадає у річку Совицю, ліву притоку Пруту.